# أستريد لامب
أستريد لامب (بالهولندية: Astrid Lampe) (22 ديسمبر 1955)؛ مخرجة أفلام، كاتِبة، ممثلة وشاعرة هولندية.